# Kruszówka
Kruszówka es un localidad situada en el voivodato de Mazovia, Polonia. Según el censo de 2021, tiene una población de 90 habitantes.
Está situada en el municipio (gmina) de Miastków Kościelny, en el distrito (powiat) de Garwolin.  
Se encuentra aproximadamente a 5 km al este de Miastków Kościelny, a 19 km al este de Garwolin y a 71 km al sureste de Varsovia.  
Entre 1975 y 1998 perteneció al voivodato de Siedlce.